# Suzanne Bonamici

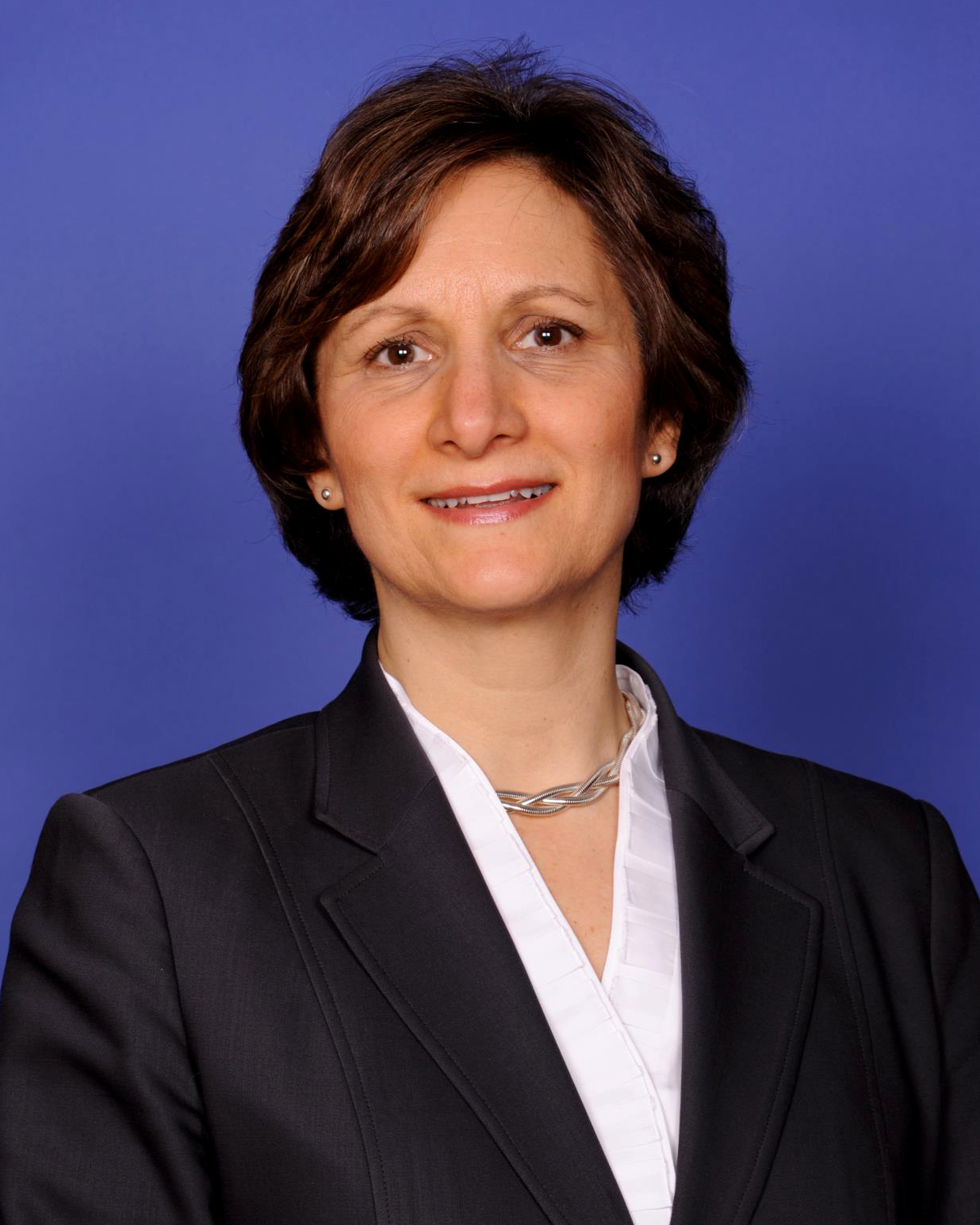
Suzanne Bonamici (2012)

Suzanne Bonamici (ur. 14 października 1954 w Detroit w stanie Michigan) – amerykańska polityk, członkini Partii Demokratycznej. 
Ukończyła studia prawnicze na Uniwersytecie Oregońskim. Przedstawicielka pierwszego okręgu wyborczego w stanie Oregon w Izbie Reprezentantów Stanów Zjednoczonych, poczynając od 112. kadencji Kongresu (5 stycznia 2011 roku – 3 stycznia 2013), kiedy to zajęła miejsce kongresmena Davida Wu oskarżonego przez młodą dziewczynę o molestowanie seksualne. 